# Eleições locais na Coreia do Sul em 2014
As eleições locais na Coreia do Sul em 2014 foram realizadas no dia 4 de junho. De acordo com a Comissão Eleitoral Nacional, mais de 80% da população estava elegível para votar, o que representou cerca de 41,29 milhões de cidadãos.